# Ołeksij Popow
Ołeksij Mykołajowycz Popow, ukr. Олексій Миколайович Попов (ur. 6 marca 1980 w Zaporożu) – ukraiński piłkarz i futsalista, grający na pozycji bramkarza, trener piłkarski. Zmienił obywatelstwo na rosyjskie.

## Kariera piłkarska
Wychowanek Szkoły Sportowej Metałurh Zaporoże. Najpierw grał w piłkę nożną jako rezerwowy bramkarz Metałurha. W 1997 zmienił dyscyplinę na futsal zasilając miejscowy Winner Ford Uniwersytet Zaporoże. W 1999 przeniósł się do Zaporiżkoksu Zaporoże. Latem 2001 przeszedł do MFK Szachtar Donieck. W 2005 został zaproszony do rosyjskiego klubu MFK Dinamo Moskwa, w którym występował przez 8 lat. W 2013 przeniósł się do Diny Moskwa, jednak przez limit na obcokrajowców był zmuszony na początku 2014 do odejścia do azerskiego Arazu Naxçıvan, gdzie grał na zasadach wypożyczenia przez pół roku. W sierpniu 2014 podpisał kontrakt z klubem Norilski Nikiel Norilsk, w którym zakończył karierę piłkarza 25 maja 2018.

## Kariera reprezentacyjna
Wieloletni reprezentant Ukrainy, barwy której bronił od 2001 do 2012, zdobywając dwukrotnie wicemistrzostwo Europy (2001, 2003).

## Kariera trenerska
W 2018 rozpoczął karierę szkoleniowca. Najpierw pomagał trenować Norilski Nikiel Norilsk.

## Sukcesy i odznaczenia

### Sukcesy piłkarskie
reprezentacja Ukrainy
- wicemistrz Europy: 2001, 2003
- zdobywca Pucharu Piramid: 2003
- brązowy medalista mistrzostw świata wśród studentów: 2002

Winner Ford Uniwersytet Zaporoże
- wicemistrz Ukrainy: 1998/99
- brązowy medalista mistrzostw Ukrainy: 1997/98
- zdobywca Pucharu Ukrainy: 1998/99

Zaporiżkoks Zaporoże
- wicemistrz Ukrainy: 1999/00
- zdobywca Pucharu Wielkiego Dniepru: 2000

MFK Szachtar Donieck
- mistrz Ukrainy: 2001/02, 2003/04, 2004/05
- wicemistrz Ukrainy: 2002/03
- zdobywca Pucharu Ukrainy: 2002/03, 2003/04
- finalista Pucharu Ukrainy: 2004/05

MFK Dinamo Moskwa
- mistrz Rosji: 2005/06, 2006/07, 2007/08, 2010/11, 2011/12, 2012/13
- wicemistrz Rosji: 2008/09
- brązowy medalista mistrzostw Rosji: 2009/10
- zdobywca Pucharu Rosji: 2007/08, 2008/09, 2009/10, 2010/11, 2012/13
- finalista Pucharu Rosji: 2005, 2006/07, 2011/12
- zdobywca Pucharu UEFA w futsalu: 2006/07
- finalista Pucharu UEFA w futsalu: 2011/12, 2012/13
- zdobywca Intercontinental Futsal Cup: 2013
- finalista Intercontinental Futsal Cup: 2014

Araz Naxçıvan
- mistrz Azerbejdżanu: 2013/14
- brązowy medalista Pucharu UEFA w futsalu: 2013/14

Norilski Nikiel Norilsk
- finalista Pucharu Rosji: 2014/15

### Sukcesy indywidualne
- najlepszy debiutant mistrzostw Ukrainy: 1997/98
- na liście 15 najlepszych futsalistów Ukrainy: 2002/03, 2004/05
- na liście 18 najlepszych futsalistów Ukrainy: 1998/99, 2000/01